# 岐南町スポーツセンター
岐南町スポーツセンター（ぎなんちょうスポーツコミュニティーセンター）は、岐阜県羽島郡岐南町にある運動施設である。

## 概要
2001年（平成13年）3月開設。
全天候型ドーム構造の建物である。砂入り人工芝テニスコート4面の大きさである。
指定管理者制度が導入されており、岐南町総合体育館、岐南町防災コミュニティーセンター、岐南町民運動場と同様ミズノスポーツサービスが管理運営する。
受付などは隣接の岐南町防災コミュニティーセンターで行う。

## 所在地
- 岐阜県羽島郡岐南町伏屋5丁目65

## 利用案内
- 開館時間 : 8:00 - 21:30
- 休館日 : 月曜日・年末年始（12月29日～1月3日）
- 施設は有料。事前予約が必要。

## 交通アクセス

### 公共交通機関
- 岐阜バス岐南町線「岐南町三宅」バス停より徒歩で約12分。
  - JR岐阜駅（JR岐阜駅バスターミナル）より【E16】「岐南町三宅」行きに乗車。
- 岐南町コミュニティバス「伏屋中通り」バス停より徒歩で約3分。

### 自動車
- 国道22号（名岐バイパス）「伏屋」交差点を東進。